# Indochine 42
Albums de Éric Charden
Je rocke ma vie Le Magnifique Mensonge
Indochine 42 est le quatorzième album d'Éric Charden, sorti en 1995, dans lequel il propose des reprises et des nouveautés. 
Parmi les reprises, Éric interprète une version beaucoup plus rock de 14 ans les gauloises et une acoustique de Pense à moi. Cet album a été réalisé par Yann Cortella (réalisateur à la même époque des albums de Brigitte Fontaine "Genre Humain" et "Les Palaces") dédié à la mémoire de sa mère disparue, avec notamment deux chansons directement inspirées par son enfance : Indochine 42 (en hommage à sa mère) et Tibet (qui ressemble étrangement à  mon ventre à faim). Album enregistré et mixé par Pier Alessandri. Éric interprétera Indochine 42 sur scène, au Casino de Paris en 1997, avec une photo immense de sa mère, en noir et blanc, projetée derrière lui. 

## Liste des titres
1. Je suis pas Dieu sur mon vélo
2. Lili Dit Lou
3. C'est Là, la Chanson
4. La Fille Bleue Comme Un Été
5. Le Monde Est Gris, Le Monde Est Bleu
6. Emmanuel
7. Damned
8. Indochine 42
9. Tibet
10. La Fille d'En Face
11. 14 Les Gauloises
12. Pense À Moi